# HD 40307 c
HD 40307 c — экзопланета, вращающаяся вокруг красного карлика HD 40307 в созвездии Живописца, находящаяся на расстоянии 42 световых лет от Земли. Открыта методом доплеровской спектроскопии аппаратом HARPS из чилийской Обсерватории Ла-Силья и анонсирована на конференции в Нанте, Франция, 16 июня 2008. Из шести планет, об открытии которых в данной звёздной системе было объявлено, это третья по массе (нижний предел массы составляет 6,8 масс Земли) и вторая по близости к звезде (радиус орбиты 0,08 астрономических единиц, период обращения — 9,6 суток).
Планета интересна тем, что она вращается вокруг звезды малой металличности по сравнению с другими звёздами, имеющими планет-спутников. Тем самым HD 40307 d является аргументом в подтверждение гипотезы, что металличность звезды при рождении определяет, образуются ли из аккреционного диска вокруг неё газовые гиганты или планеты земного типа.